# Robert Burns (homme politique québécois)
Pour les articles homonymes, voir Robert Burns (homonymie) et Burns.
Robert Burns, né le 5 septembre 1936 à Montréal et mort à Boucherville le 15 mai 2014 , est un avocat, syndicaliste, député du Parti québécois (de 1970 à 1979), ministre, membre du gouvernement de René Lévesque (de 1976 à 1979), puis juge au Tribunal du travail (1980-2001).

## Biographie
Fils d'Edward Burns et de Marie-Anne Bédard, Robert Burns est né dans le quartier ouvrier de Pointe-Saint-Charles à Montréal le 5 septembre 1936. Il perd son père à l'âge de trois ans et est dès lors élevé par sa mère, une francophone.
Il fait ses études au Collège Sainte-Marie et fait son droit (de 1957 à 1960) à l'Université de Montréal, puis (de 1960 à 1961) à l'Université McGill. Il devient avocat en 1961.
C'est surtout dans le domaine syndical que Burns exerce ses talents d'avocat. En 1962, il devient conseiller technique à la Confédération des syndicats nationaux (CSN). En 1966, il est promu à la direction des services juridiques de la même centrale.
Il est membre du cabinet d'avocats Cutler, Lamere, Bellemare, Burns, Robert et Associés (de 1965 à 1966) puis devient membre du cabinet Burns, Pothier et Associés (de 1970 à 1973).
En 1972, il est professeur de droit du travail à l'Université d'Ottawa.

### Carrière politique
Au printemps 1970, le Parti québécois fait des pieds et des mains pour l'inciter à devenir candidat dans le comté ouvrier de Maisonneuve, jugé prenable. René Lévesque veut ainsi contrer Marcel Chaput, un des cofondateurs du RIN, qui tente de s'y présenter. Burns hésite puisqu'il espérait plutôt faire carrière dans le domaine syndical, mais il finit tout de même par accepter. Lors des élections générales du 30 avril, il est l'un des sept députés péquistes élus, et il est celui qui a obtenu la plus grosse majorité, soit 4607 voix.
René Lévesque, qui n'a pas été élu dans son comté, lui confie le poste de leader parlementaire du Parti québécois à l'Assemblée nationale. Il y gagne la réputation d'un excellent debater. Grâce à lui et à Camille Laurin, le PQ, plus que l'Union nationale, fait figure de véritable opposition officielle.
Burns devient également l'un des porte-paroles de l'aile gauche du Parti québécois, au grand dam de René Lévesque. À l'automne 1971, il s'oppose d'ailleurs à lui lors d'une discussion sur la participation à une manifestation d'appui aux employés de la Presse en grève. Il décide alors de passer outre aux directives de son chef et participe alors à la manifestation. Plus tard, lors d'une interview, il se demande si le PQ n'est pas « une aile plus avancée du Parti libéral ».
À l'été 1973, Burns met à rude épreuve l'intégrité du gouvernement Bourassa en dénonçant les liens de l'ancien ministre Pierre Laporte avec la mafia, qui aurait contribué à sa caisse électorale lors de l'élection de 1970. Jérôme Choquette, ministre de la Justice, admet la véracité des faits.
Robert Burns remporte de nouveau les élections dans son comté de Maisonneuve le 29 octobre 1973, mais il n'y a que six candidats péquistes d'élus. Il brigue le poste de chef de l'opposition officielle, mais Lévesque préfère nommer Jacques-Yvan Morin. Il doit se contenter du poste de leader de l'opposition. Au congrès de 1974, il devient membre de l'exécutif national du Parti québécois, et endosse sans trop s'y opposer la thèse étapiste de Claude Morin.
Le 15 novembre 1976, Burns remporte son élection dans le comté de Maisonneuve avec une majorité accrue.

#### Ministre dans le gouvernement Lévesque
Selon Bernard Landry, Robert Burns était le seul membre du cabinet que René Lévesque tutoyait. Il vouvoyait tous les autres. René Lévesque décide d'attribuer à Robert Burns les fonctions de leader parlementaire du gouvernement ainsi que celui de ministre d'État à la Réforme électorale et parlementaire. Avec ce dernier ministère, il lui confie ainsi le parrainage de la loi sur le financement des partis politiques à laquelle il tient beaucoup. Burns crée un comité composé de membres représentant tous les partis et part avec lui visiter 4 capitales où l'on s'était déjà intéressé au problème : Washington, Sacramento, Toronto et Ottawa.
Il en revient avec une législation s'appuyant sur le principe fondamental que seuls les électeurs doivent avoir le droit de contribuer à la caisse d'un parti politique. Les entreprises, les syndicats, les coopératives, les clubs et autres associations n'ont désormais plus ce privilège. Déposée le 23 mars 1977 à l'Assemblée nationale, la loi 2 sur le financement des partis politiques est adoptée à l'unanimité à la fin de l'été.
Robert Burns parraine également la loi sur les référendums dont le livre blanc est déposé le 24 août 1977. Pour l'écrire, il étudie longuement la loi britannique sur les référendums sur laquelle il a décidé de prendre exemple. Deux Comités, l'un représentant le Oui et l'autre le Non devront être créés et seront obligatoirement présidés par des membres de l'Assemblée nationale. Les sommes dépensées devront être autorisées et mises sous la responsabilité de chacun des deux comités. La loi est adoptée à la fin de 1977.
En avril 1978, alors ministre d'État à la Réforme électorale et parlementaire, Burns s'est vu refusé, par le Conseil des ministres, de tester une réforme du mode de scrutin au niveau municipal. Le projet prévoyait alors que le quart des conseillers des quatre grandes villes du Québec, soit Montréal, Laval, Longueuil et Québec, serait élu selon un scrutin proportionnel.
En mai 1978, Robert Burns a une crise cardiaque. Lévesque décide alors de lui enlever son poste de leader parlementaire et de le confier à Claude Charron. Il garde cependant son poste de ministre. En 1978, c'est lui qui parraine la loi devant autoriser la télédiffusion des débats à l'Assemblée nationale. Cependant, un bon nombre de ministres refusait d'appuyer Burns dans les projets qu'il menait, notamment sur des propositions de réforme électorale, cette fois pour l'Assemblée nationale. Son livre vert, visant une consultation populaire, ne mena à rien.
Fatigué, malade et un peu amer, il démissionne le 8 août 1979, prédisant du même coup que le gouvernement perdra le prochain référendum. Son remplaçant, Marc-André Bédard, abandonna définitivement le projet de réforme du mode de scrutin, parce qu'il « n'y croyait pas ». En 1980, il est nommé juge à la Cour provinciale et affecté au tribunal du travail. Il prend sa retraite comme juge en 2001, puis se réinscrit au Barreau et agit à nouveau comme consultant en droit du travail.